# Kolarstwo na Letnich Igrzyskach Olimpijskich 2024 – madison mężczyzn
Wyścig madiosn mężczyzn na Letnich Igrzyskach Olimpijskich w Paryżu rozgrywany był na torze Vélodrome de Saint-Quentin-en-Yvelines w dniu 10 sierpnia.

## Format zawodów
Madison to wyścig na punkty, w którym biorą udział wszystkie 16 drużyn jednocześnie. W każdym momencie wyścigu ściga się tylko jeden zawodnik, drugi odpoczywa, jadąc wolniej w górnej części toru. Zmiana zawodnika ścigającego się następuje poprzez charakterystyczne wypchnięcie zawodnika wchodzącego na zmianę przez schodzącego. Dystans wynosi 200 okrążeń (50 km).
W konkurencji drużyny zdobywają punkty za : nadrobienie okrążenia nad peletonem (20 pkt), zajęcie jednego z czterech pierwszych miejsc na lotnym finiszu (rozgrywanym co 10 okrążeń). Punktacja jest następująca : pierwsze miejsce 5 pkt, drugie miejsce - 3 pkt, trzecie miejsce - 2 pkt, czwarte miejsce - 1 pkt. W przypadku ostatniego lotnego finiszu (zakończenie wyścigu) liczba punktów jest podwójna. Drużyna, która straciła okrążenie, traci 20 punktów.

## Terminarz
| Data        | Godzina | Runda |
| ----------- | ------- | ----- |
| 10 sierpnia | 18:00   | Finał |

## Wyniki
| Pozycja | Zawodnicy                               | Kraj            | Sprint nr | Sprint nr | Sprint nr | Sprint nr | Sprint nr | Sprint nr | Sprint nr | Sprint nr | Sprint nr | Sprint nr | Sprint nr | Sprint nr | Sprint nr | Sprint nr | Sprint nr | Sprint nr | Sprint nr | Sprint nr | Sprint nr | Sprint nr | Okrążenia punktowe | Okrążenia punktowe | Pkt. |
| Pozycja | Zawodnicy                               | Kraj            | 1         | 2         | 3         | 4         | 5         | 6         | 7         | 8         | 9         | 10        | 11        | 12        | 13        | 14        | 15        | 16        | 17        | 18        | 19        | 20        | +                  | -                  | Pkt. |
| ------- | --------------------------------------- | --------------- | --------- | --------- | --------- | --------- | --------- | --------- | --------- | --------- | --------- | --------- | --------- | --------- | --------- | --------- | --------- | --------- | --------- | --------- | --------- | --------- | ------------------ | ------------------ | ---- |
| złoto   | Iúri Leitão Rui Oliveira                | Portugalia      |           |           |           | 5         | 3         |           |           |           |           |           |           |           |           |           |           | 2         | 5         | 5         | 5         | 10        | 20                 |                    | 55   |
| srebro  | Simone Consonni Elia Viviani            | Włochy          |           |           | 5         |           |           | 5         |           | 5         | 5         |           | 2         |           |           |           |           | 1         |           |           |           | 4         | 20                 |                    | 47   |
| brąz    | Niklas Larsen Michael Mørkøv            | Dania           | 1         | 3         |           |           |           |           |           |           | 3         | 5         |           | 2         | 3         |           | 1         |           |           |           | 3         |           | 20                 |                    | 41   |
| 4       | Aaron Gate Campbell Stewart             | Nowa Zelandia   |           | 2         | 1         |           | 2         |           | 5         |           |           | 3         | 3         | 1         |           | 3         |           | 3         | 3         | 3         | 2         | 2         |                    |                    | 33   |
| 5       | Roger Kluge Theo Reinhardt              | Niemcy          |           |           |           | 3         |           | 1         | 1         |           |           |           | 5         |           | 5         |           |           |           |           | 1         | 1         | 6         |                    |                    | 23   |
| 6       | Shunsuke Imamura Kazushige Kuboki       | Japonia         |           |           |           |           |           |           |           | 3         |           |           |           | 5         |           |           |           |           | 2         | 2         |           |           | 20                 | 20                 | 12   |
| 7       | Denis Rugovac Jan Voneš                 | Czechy          |           |           |           |           |           |           |           |           | 2         |           |           |           |           | 5         | 5         |           |           |           |           |           | 20                 | 20                 | 12   |
| 8       | Sebastián Mora Albert Torres            | Hiszpania       |           |           |           |           | 5         | 3         | 3         |           |           | 2         |           |           |           | 2         |           |           |           |           |           |           |                    | 20                 | -5   |
| 9       | Oliver Wood Mark Stewart                | Wielka Brytania |           |           | 2         |           |           |           | 2         |           |           |           | 1         | 3         | 1         |           | 2         |           |           |           |           |           |                    | 20                 | -9   |
| 10      | Lindsay De Vylder Fabio Van den Bossche | Belgia          | 3         | 1         |           | 2         | 1         |           |           | 2         |           |           |           |           |           |           |           |           |           |           |           |           |                    | 20                 | -11  |
| 11      | Thomas Boudat Benjamin Thomas           | Francja         |           |           |           |           |           |           |           |           |           | 1         |           |           |           | 1         |           |           |           |           |           |           |                    | 20                 | -18  |
| 12      | Sam Welsford Kelland O'Brien            | Australia       | 2         |           | 3         | 1         |           | 2         |           |           | 1         |           |           |           | 2         |           |           |           |           |           |           |           |                    | 60                 | -49  |
| 13      | Mathias Guillemette Michael Foley       | Kanada          |           |           |           |           |           |           |           |           |           |           |           |           |           |           |           |           |           |           |           |           |                    | 40                 | DNF  |
| 14      | Raphael Kokas Maximilian Schmidbauer    | Austria         | 5         |           |           |           |           |           |           |           |           |           |           |           |           |           |           |           |           |           |           |           | 20                 | 80                 | DNF  |
|         | Yoeri Havik Jan-Willem van Schip        | Holandia        |           |           |           |           |           |           |           |           |           |           |           |           |           |           |           |           |           |           |           |           |                    |                    | DSQ  |